# 乃西乡
乃西乡（藏語：གནས་བཞི，威利转写：gnas-bzhi），是中华人民共和国西藏自治区山南市措美县下辖的一个乡镇级行政单位。

## 行政区划
乃西乡下辖以下地区：
乃西村、具巴村、鲁麦村、定巴村和恰杂村。